# Fatehabad (huyện)
Huyện Fatehabad là một huyện thuộc bang Haryana, Ấn Độ. Thủ phủ huyện Fatehabad đóng ở Fatehabad. Huyện Fatehabad có diện tích 2491 ki lô mét vuông. Đến thời điểm năm 2001, huyện Fatehabad có dân số 806158 người.